# Mercedes Mason

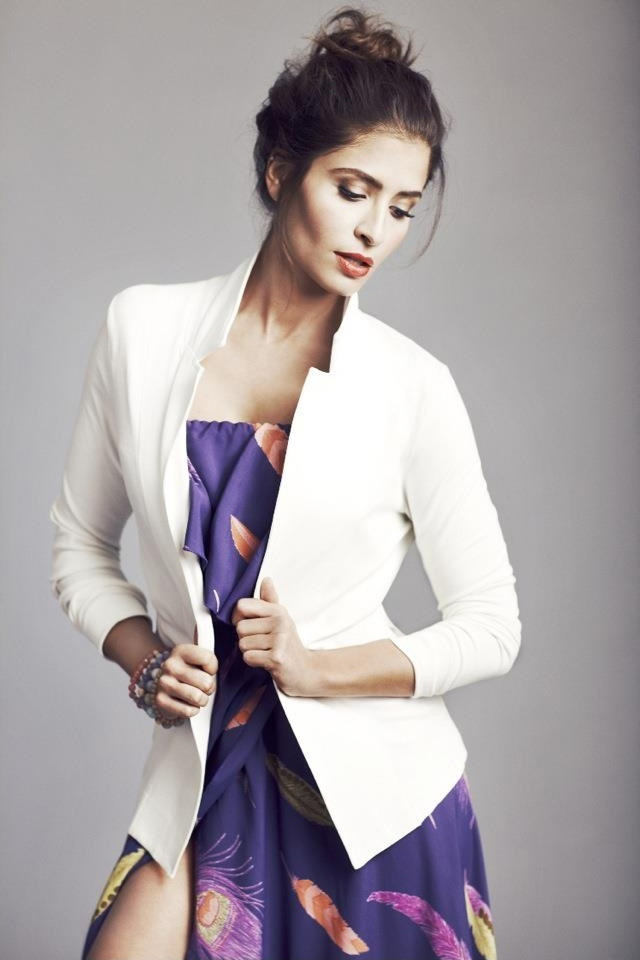
Mercedes Masohn (2014)

Mercedes Mason (ur. jako Mercedes Masöhn 3 marca 1983 w Linköping) – amerykańsko-szwedzka aktorka perskiego pochodzenia, która wystąpiła m.in. w serialach Fear the Walking Dead, Rekrut i The Finder.

## Filmografia

### Filmy
| Rok  | Tytuł                    | Rola         | Uwagi |
| ---- | ------------------------ | ------------ | ----- |
| 2006 | Sztuka zrywania          |              |       |
| 2009 | Czerwone piaski          | arabka       |       |
| 2011 | Quarantine 2: Terminal   | Jenny        |       |
| 2011 | Three Veils              | Leila        |       |
| 2012 | General Education        | Bebe Simmons |       |
| 2013 | Singielka z L.A.         | Stacey       |       |
| 2014 | Sniper: Legacy           | Sanaa Malik  |       |
| 2015 | Ana Maria in Novela Land | Ana Gloria   |       |
| 2020 | What the Night Can Do    | Tasha Cole   |       |
| 2020 | Love by Drowning         | Kazz Martin  |       |

### Telewizja
| Rok       | Tytuł                                | Rola                 | Uwagi            |
| --------- | ------------------------------------ | -------------------- | ---------------- |
| 2005–2006 | Tylko jedno życie                    | Neely / pielęgniarka | 3 odcinki        |
| 2008      | Ekipa                                | Kara                 | 1 odc.           |
| 2009      | The Law                              | Theresa Ramirez      | niesprzed. pilot |
| 2009      | The Closer                           | Katherine Ortega     | 1 odc.           |
| 2009      | Agenci NCIS                          | Heather Kincaid      | 1 odc.           |
| 2009–2010 | Szpital Three Rivers                 | Vanessa              | 4 odc.           |
| 2009      | CSI: Kryminalne zagadki Nowego Jorku | Frankie Tyler        | 1 odc.           |
| 2010      | Castle                               | Marina Casillas      | 1 odc.           |
| 2010      | All Signs of Death                   | Soledad              | niesprzed. pilot |
| 2011      | Rozmowy w korku                      | Sherry               | 1 odc.           |
| 2011      | Chuck                                | Zondra               | 2 odc.           |
| 2012      | The Finder                           | Isabel Zambada       | w gł. obsadzie   |
| 2012      | Partnerzy                            | Ellen Sandoval       | 2 odc.           |
| 2012–2013 | 666 Park Avenue                      | Louise Leonard       | w gł. obsadzie   |
| 2014      | White City                           | Lizzie Ghaffari      | film TV          |
| 2014–2019 | Agenci NCIS: Los Angeles             | Talia Del Campo      | 6 odc.           |
| 2014      | Californication                      | Amy Taylor Walsh     | 2 odc.           |
| 2014      | Jeden gniewny Charlie                | Maggie               | 2 odc.           |
| 2015      | Astronaut Wives Club                 | Dot Bingham          | 1 odc.           |
| 2015      | White City                           | Lizzie Ghaffari      | film TV          |
| 2015–2017 | Fear the Walking Dead                | Ofelia Salazar       | w gł. obsadzie   |
| 2017      | Doubt: W kręgu podejrzeń             | Elena Garcia         | 1 odc.           |
| 2018–2019 | Rekrut                               | Zoe Anderson         | w gł. obsadzie   |
| 2019      | Sposób na morderstwo                 | Cora Duncan          | 3 odc.           |
| 2019      | Słowo na L: Generacja Q              | Lena                 | 2 odc.           |